# Porszewice

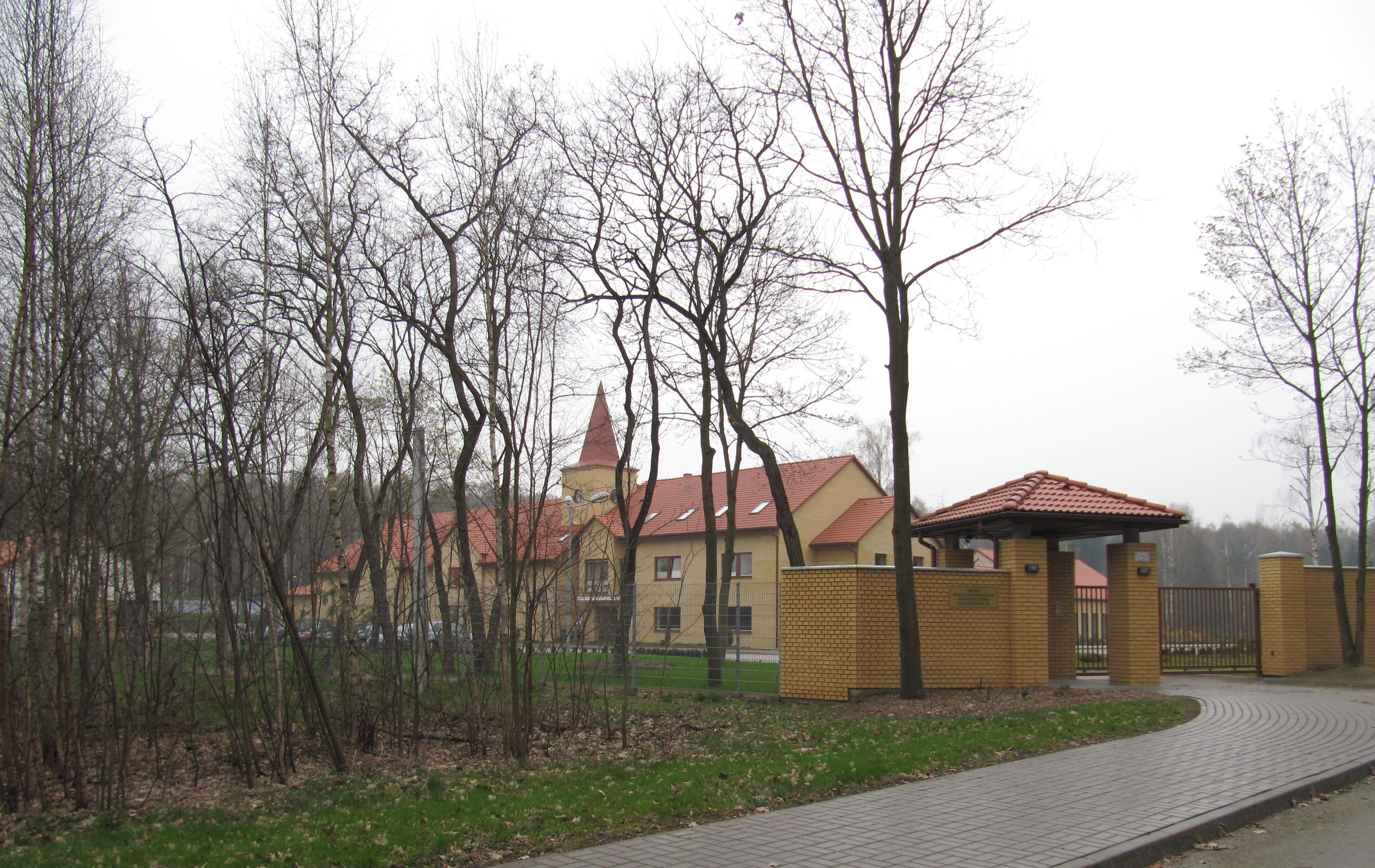
Ośrodek Rekolekcyjny Archidiecezji Łódzkiej

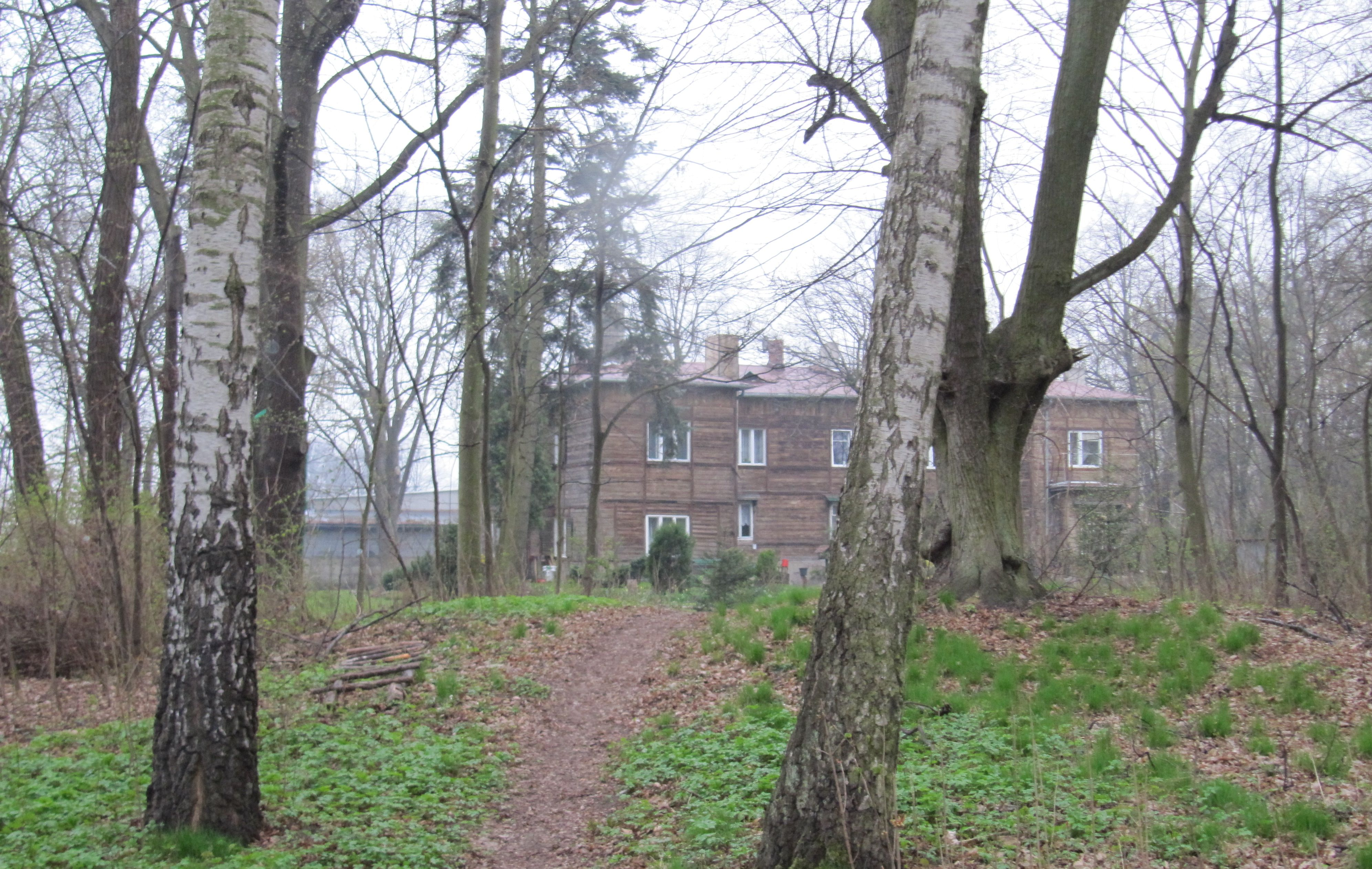
Drewniany dom w Porszewicach

Porszewice – wieś w Polsce położona w województwie łódzkim, w powiecie pabianickim, w gminie Pabianice.

## Opis
Znajduje się tu Państwowy Dom Dziecka (powstał w 1947) oraz Ośrodek Rekolekcyjny Archidiecezji Łódzkiej. W sąsiedztwie Porszewic znajduje się zespół przyrodniczo-krajobrazowy „Uroczysko Porszewice”.
W Porszewicach znajduje się park o powierzchni 31 ha, założony na początku XX w. i wpisany do rejestru zabytków.
Unikatowym obiektem jest użytkowana do dziś zabytkowa drewniana kuźnia z XIX w.
 przez wieś biegnie Łódzka magistrala rowerowa w (ukł N-S)
W latach 1954-1958 wieś była siedzibą gromady Porszewice, po jej zniesieniu  w gromadzie Górka Pabianicka. W latach 1975–1998 miejscowość administracyjnie należała do ówczesnego województwa łódzkiego.

## Ochrona przyrody
W parku w Porszewicach rośnie kilka okazów drzew, które są chronione jako pomniki przyrody.

### Pomniki przyrody
| Nazwa                    | Obwód na wys. 1,3 m (cm) | Wysokość (m) | Lokalizacja  | Data wpisu | Forma własności | Podstawa prawna |
| ------------------------ | ------------------------ | ------------ | ------------ | ---------- | --------------- | --- |
| Lipa drobnolistna        | 410 cm                   |              | park wiejski | 12.11.1993 |                 | Rozporządzenie Nr 10/93 Wojewody Łódzkiego z dnia 12 listopada 1993 r. w sprawie uznania niektórych tworów przyrody na terenie województwa łódzkiego za pomniki przyrody i ochrony tych pomników |
| Dąb szypułkowy           | 305 cm                   |              | jw.          | jw.        |                 | jw. |
| Klon srebrzysty          | 300 cm                   |              | jw.          | jw.        |                 | jw. |
| Choina kanadyjska        | 390 cm                   |              | jw.          | jw.        |                 | jw. |
| Kasztanowiec zwyczajny   | 255 cm                   |              | jw.          | jw.        |                 | jw. |
| Tulipanowiec amerykański | 170 cm                   |              | jw.          | jw.        |                 | jw. |
| Lipa drobnolistna        | 305 cm                   |              | jw.          | jw.        |                 | jw. |
| Lipa drobnolistna        | 300 cm                   |              | jw.          | jw.        |                 | jw. |
| Lipa drobnolistna        | 375 cm                   |              | jw.          | jw.        |                 | jw. |

Źródło: 

## Zabytki
Według rejestru zabytków Narodowego Instytutu Dziedzictwa na listę zabytków wpisane są obiekty:
- zespół willowy, nr 18 F:
  - willa, 1911–1912, nr rej.: A/38 z 5.06.2007
  - park, początek XX wieku, nr rej.: A/305 z 6.12.1984